# Montes Caucasus

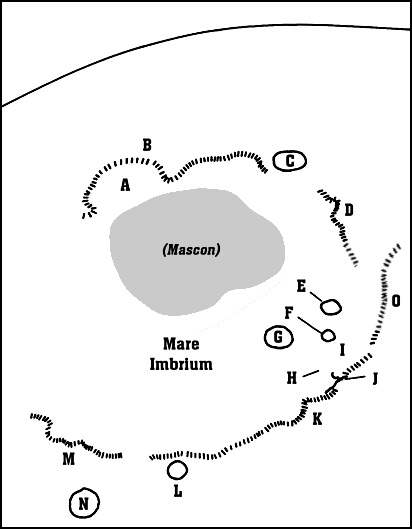
Esquema dels accidents de la Mare Imbrium. Els Montes Caucasus estan marcats amb la lletra "O".

Els Montes Caucasus són una cadena muntanyenca de la cara visible de la Lluna, situada entre el Mare Imbrium i el Mare Serenitatis. El nom procedeix de les Muntanyes del Caucas terrestres.
La serralada té una longitud de 443 km i una amplària màxima d'uns 100 km, els cims dels quals, que culminen a 3500 m, estan separades per profundes valls. A la seva zona central es troba incrustat el cràter Calippus i les restes del cràter Alexander, i més cap al nord els destacats cràters Èudox i Aristòtil.
Al sud-oest de la serralada es troben els Montes Apenninus i els Montes Carpatus. Aquestes serralades juntament amb els Montes Caucasus constitueixen alguns dels fragments supervivents de l'anell exterior, d'un conjunt original de tres, formats per l'impacte que va causar la formació de la conca del Mare Imbrium fa uns 3850 milions d'anys.